# Пстровиці
Пстровиці (пол. Pstrowice) — село в Польщі, у гміні Пижиці Пижицького повіту Західнопоморського воєводства.
Населення — 139 осіб (2011).
У 1975-1998 роках село належало до Щецинського воєводства.

## Демографія
Демографічна структура станом на 31 березня 2011 року:
|          | Загалом | Допрацездатний вік | Працездатний вік | Постпрацездатний вік |
| -------- | ------- | ------------------ | ---------------- | -------------------- |
| Чоловіки | 71      | 11                 | 49               | 11                   |
| Жінки    | 68      | 16                 | 31               | 21                   |
| Разом    | 139     | 27                 | 80               | 32                   |